# Kwemo Chodaszeni
Kwemo Chodaszeni – wieś w Gruzji, w regionie Kachetia, w gminie Telawi. W 2014 roku liczyła 1277 mieszkańców.